# Greipstads kommun
Greipstads kommun (norska: Greipstad kommune) var en kommun i Vest-Agder fylke i södra Norge. Kommunen omfattade ett område i den västra delen av nuvarande Kristiansands kommun (Greipstads socken). Orten Nodeland utgjorde kommunens centralort.

## Administrativ historik
Greipstads kommun upprättades den 1 juli 1913 genom utbrytning ur Søgne kommun. Kommunen hade 822 invånare vid upprättandet.
Den 1 januari 1964 gick kommunen, tillsammans med delar av kommunerna Finsland och Øvrebø, upp i den då nybildade Songdalens kommun (sedan den 1 januari 2020 en del av Kristiansands kommun). Kommunens hade då 2 061 invånare.